# Kodeks 0277
Kodeks 0277 (Gregory-Aland no. 0277) – grecko-koptyjski kodeks uncjalny Nowego Testamentu na pergaminie, datowany metodą paleograficzną na VII lub VIII wiek. Rękopis jest przechowywany we Florencji. Tekst rękopisu jest wykorzystywany we współczesnych wydaniach greckiego Nowego Testamentu. 

## Opis
Zachowały się 4 pergaminowe karty rękopisu, z greckim tekstem Ewangelii Mateusza (14,22.28-29). Karty kodeksu miały prawdopodobnie rozmiar 26 na 20 cm. Tekst jest pisany jedną kolumną na stronę, 27 linijek tekstu na stronę (prawdopodobnie). Stosuje paginację, fragment zawiera numer karty i jest to 44. Pisany jest aleksandryjską majuskułą. 

## Historia
INTF datuje rękopis 0277 na VII lub VIII wiek . E. Crisci datował go od połowy VII wieku do połowy VIII wieku. 
Fragment znaleziony został w Egipcie. 
Tekst rękopisu został opublikowany w 1983 roku przez Paolę Pruneti. Na listę greckich rękopisów Nowego Testamentu wciągnął go Kurt Aland, oznaczając go przy pomocy siglum 0277. Został uwzględniony w II wydaniu Kurzgefasste. Rękopis jest wykorzystany we współczesnych wydaniach greckiego Nowego Testamentu (NA27, NA28 i UBS4). 
Rękopis jest przechowywany w Narodowym Muzeum Archeologicznym (PSI Inv. CNR 32 C) we Florencji .